# Northern Star (album van Melanie C)
Northern Star is het debuut soloalbum van de Britse zangeres Melanie C, op 18 oktober 1999 door Virgin Records uitgebracht. Voor dit album werkte ze samen verschillende producers, waaronder William Orbit, Rick Nowels, Marius de Vries, Craig Armstrong en Rick Rubin. Melanie C schreef mee aan elk nummer.

## Stijl en invloeden
Het geluid van het album is divers en is een combinatie van popmuziek met elementen van rock, dance, elektronica en r'n'b. Ze liet zich hiervoor inspireren door de rockbands Blur, Oasis, Suede en The Cardigans, maar ook door Madonna's album Ray of Light dat door Orbit en De Vries geproduceerd werd en waar Armstrong eveneens aan meewerkte. Melanie C bracht enige tijd door met Madonna, die haar met de producers in contact bracht.

## Succes
Commercieel gezien was het een zeer succesvol album. Het bereikte de nummer 1-positie in Zweden en kwam in de top tien terecht in verschillende landen, waaronder Denemarken, Duitsland, Finland, Ierland, Nederland en Noorwegen. Met een wereldwijde verkoop van bijna 2,5 miljoen exemplaren is Northern Star het bestverkochte solo-album van een Spice Girl.
Echter, het duurde bijna een jaar tot het tot dit punt kwam. In de eerste week werden slechts enkele duizenden exemplaren van het album verkocht. Recensenten waren doorgaans negatief over Northern Star, mogelijk doordat Melanie C zich niet als popster maar als rockster ontpopte.
Op 21 augustus 2020 verscheen er een re-issue, met hierop de single-mixen van 'Never Be the Same Again' en 'I Turn to You'. Beide singles, die nog altijd Melanie C's grootste hits zijn, zorgden er uiteindelijk voor dat het album een wereldwijd succes werd. Naast deze twee nummers werden ook 'Goin' Down', 'Northern Star' en 'If That Were Me' respectievelijk als eerste, tweede en vijfde single uitgebracht.
De single 'When You're Gone', die ze samen met Bryan Adams opnam, verscheen op zijn album On a Day Like Today.

## Tracklist

### Internationale uitgave
1. Go!
2. Northern Star
3. Goin' Down
4. I Turn to You
5. If That Were Me
6. Never Be the Same Again (met Lisa Lopes)
7. Why
8. Suddenly Monday
9. Ga Ga
10. Be the One
11. Closer
12. Feel the Sun

### Japanse uitgave
1. Go!
2. Northern Star
3. Goin' Down
4. I Turn to You
5. If That Were Me
6. Never Be the Same Again (met Lisa Lopes)
7. Why
8. Suddenly Monday
9. Follow Me
10. Ga Ga
11. Be the One
12. Closer
13. Feel the Sun

### Heruitgave
1. Go!
2. Northern Star
3. Goin' Down
4. I Turn to You
5. If That Were Me
6. Never Be the Same Again (met Lisa Lopes)
7. Why
8. Suddenly Monday
9. Ga Ga
10. Be the One
11. Closer
12. Feel the Sun
13. Never Be the Same Again (single mix) (met Lisa Lopes)
14. I Turn to You (Hex Hector radio mix)